# Schibengütsch
Schibengütsch är en bergstopp i Schweiz.   Den ligger i distriktet Entlebuch och kantonen Luzern, i den centrala delen av landet, 40 km öster om huvudstaden Bern. Toppen på Schibengütsch är 2 037 meter över havet, eller 83 meter över den omgivande terrängen. Bredden vid basen är 0,28 km.
Terrängen runt Schibengütsch är bergig åt sydost, men åt nordväst är den kuperad. Närmaste större samhälle är Escholzmatt, 11,0 km norr om Schibengütsch. 
I omgivningarna runt Schibengütsch växer i huvudsak blandskog. Runt Schibengütsch är det ganska glesbefolkat, med 29 invånare per kvadratkilometer.